# La Couture (Pas-de-Calais)
Pour les articles homonymes, voir La Couture.
La Couture est une commune française située dans le département du Pas-de-Calais en région Hauts-de-France. Ses habitants sont appelés les La Couturois.
La commune fait partie de la communauté d'agglomération de Béthune-Bruay, Artois-Lys Romane qui regroupe 100 communes et compte 275 327 habitants en 2021.
Les rivières la Lawe et la Loisne traversent la commune.

## Géographie

### Localisation
Localisée dans l'est du département du Pas-de-Calais dans les Flandres artésiennes, La Couture est une commune de la vallée de la Lawe et située, à vol d'oiseau, à 7 km au nord-est de la commune de Béthune (chef-lieu d'arrondissement).
Le territoire de la commune est limitrophe de ceux de six communes.
Les communes limitrophes sont Beuvry, Festubert, Lestrem, Locon, Richebourg et Vieille-Chapelle.

### Géologie et relief
La superficie de la commune est de 13,52 km2 ; son altitude varie de 15  à   20 m.

### Hydrographie
Le territoire de la commune est situé dans le bassin Artois-Picardie.
La commune est traversée par cinq cours d'eau :
- la Lawe, cours d'eau naturel de 40,97 km, qui prend sa source dans la commune de Magnicourt-en-Comte et se jette dans la Lys au niveau de la commune de La Gorgue[4] ;
- la Loisne aval, cours d'eau naturel de 11,53 km, qui prend sa source dans la commune de Beuvry et se jette dans la Lawe au niveau de la commune[5] ;
- le fossé des Barizeaux, d'une longueur de 9,95 km[6] ;
- le ruisseau des wattines, d'une longueur de 3,82 km[7] ;
- le vieux courant, cours d'eau naturel de 1,93 km, qui prend sa source dans la commune et se jette dans la Loisne au niveau de la commune[8].

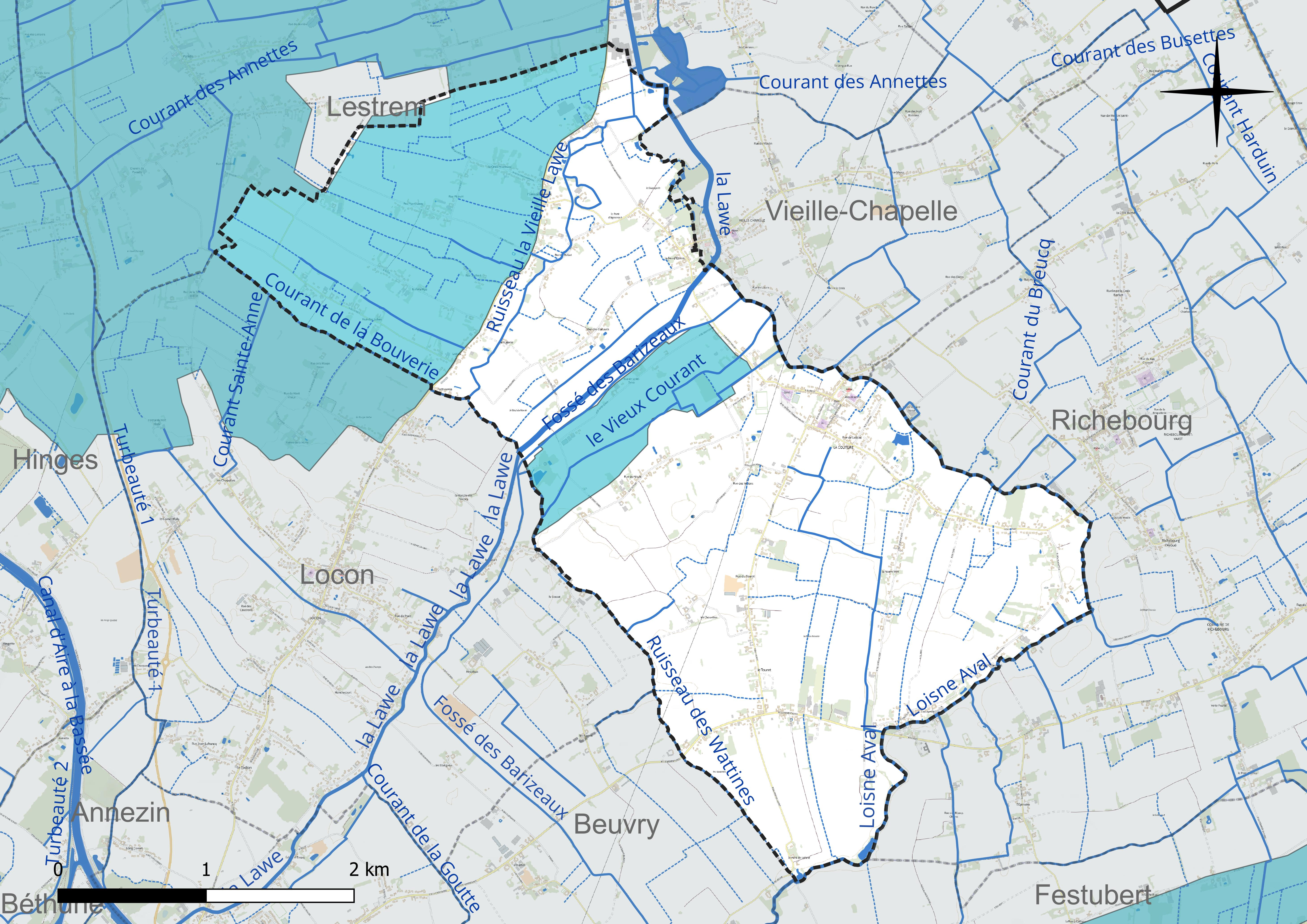
Réseau hydrographique de la Couture[Note 1].
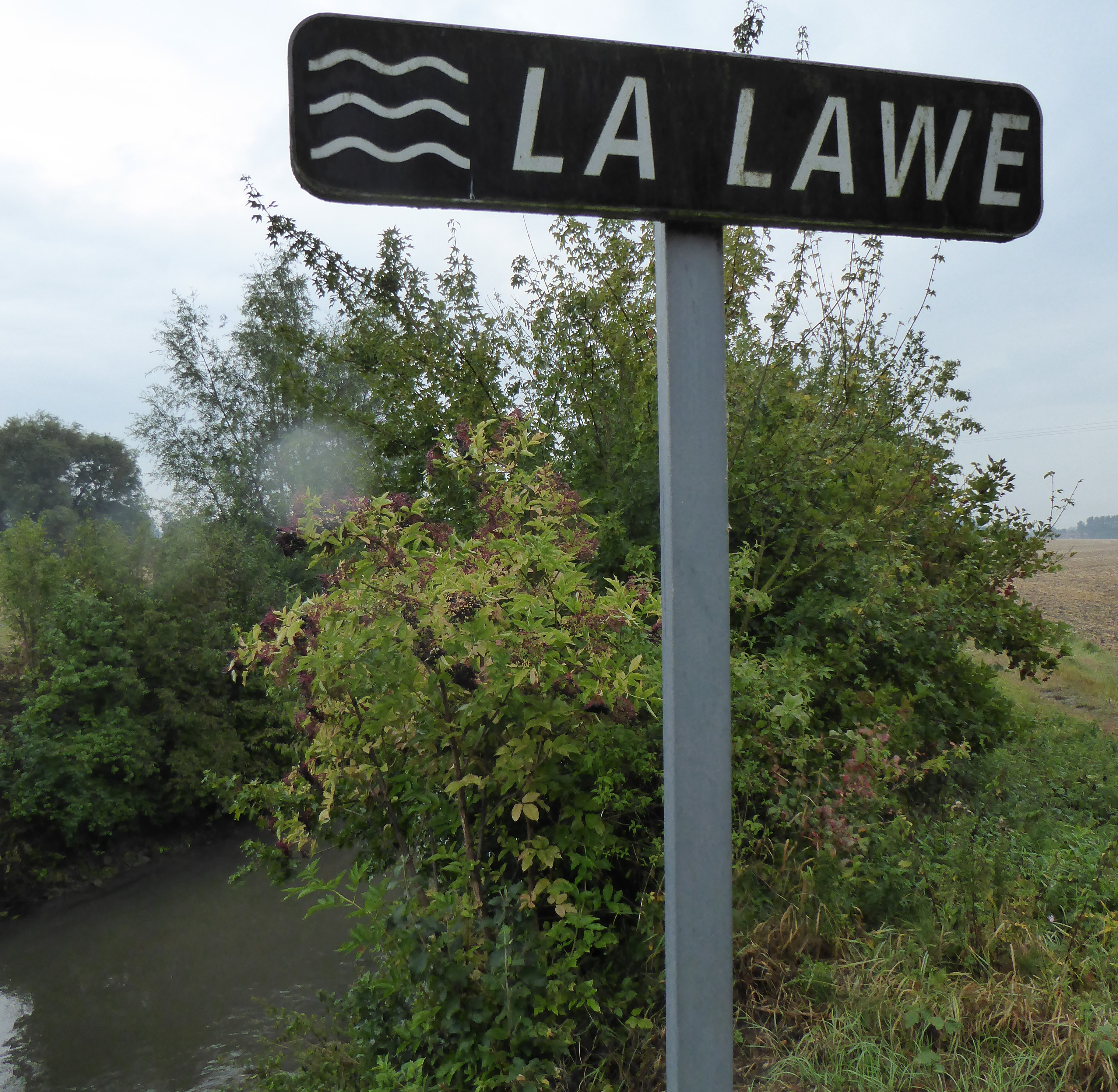
La Lawe.
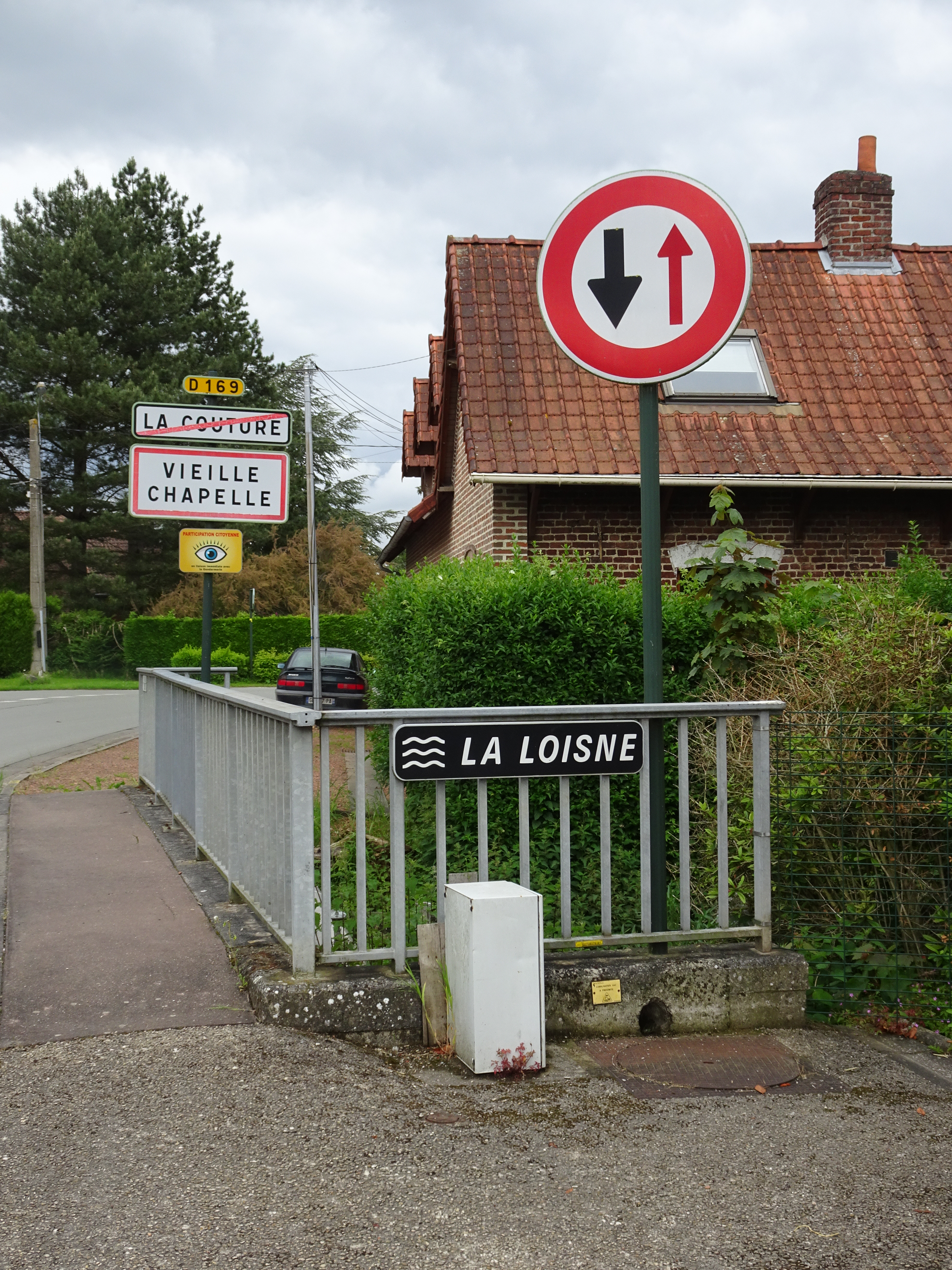
La Loisne.

### Climat
Pour des articles plus généraux, voir Climat des Hauts-de-France et Climat du Pas-de-Calais.
En 2010, le climat de la commune est de type climat océanique dégradé des plaines du Centre et du Nord, selon une étude du CNRS s'appuyant sur une série de données couvrant la période 1971-2000. En 2020, Météo-France publie une typologie des climats de la France métropolitaine dans laquelle la commune est exposée à un climat océanique et est dans la région climatique Côtes de la Manche orientale, caractérisée par un faible ensoleillement (1 550 h/an) ; forte humidité de l’air (plus de 20 h/jour avec humidité relative > 80 % en hiver), vents forts fréquents.
Pour la période 1971-2000, la température annuelle moyenne est de 10,7 °C, avec une amplitude thermique annuelle de 13,9 °C. Le cumul annuel moyen de précipitations est de 709 mm, avec 11,7 jours de précipitations en janvier et 8,6 jours en juillet. Pour la période 1991-2020, la température moyenne annuelle observée sur la station météorologique la plus proche, située sur la commune de Lillers à 16 km à vol d'oiseau, est de 11,1 °C et le cumul annuel moyen de précipitations est de 731,5 mm,. Pour l'avenir, les paramètres climatiques de la commune estimés pour 2050 selon différents scénarios d'émission de gaz à effet de serre sont consultables sur un site dédié publié par Météo-France en novembre 2022.

### Milieux naturels et biodiversité

#### Espèces faunistiques et floristiques
Le site de l’Inventaire national du patrimoine naturel (INPN) recense 379 espèces faunistiques et floristiques sur le territoire de la commune dont 37 protégées et 13 menacées et quasi-menacées.

## Urbanisme

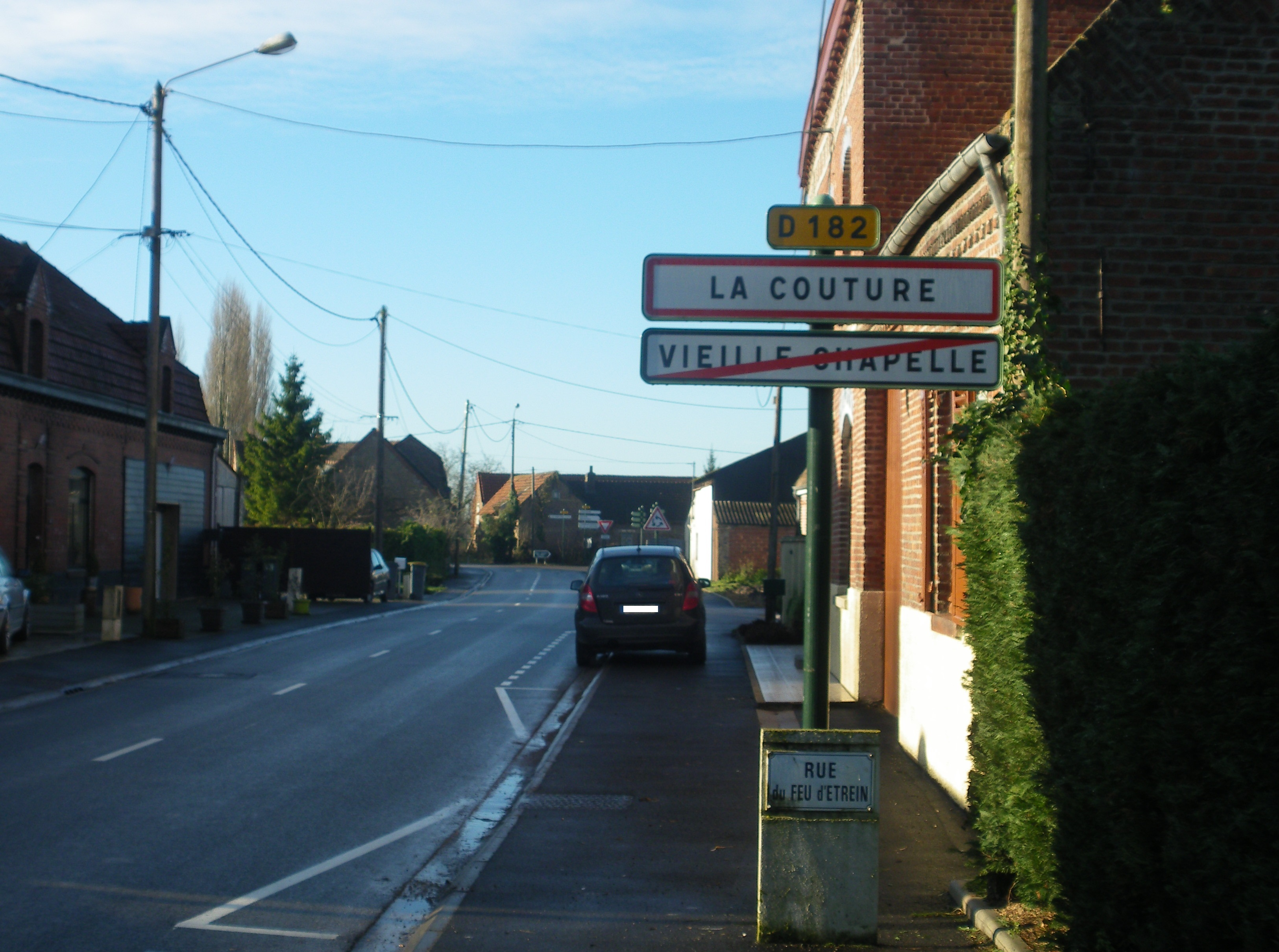
Une entrée de la commune.

### Typologie
Au 1er janvier 2024, La Couture est catégorisée commune rurale à habitat dispersé, selon la nouvelle grille communale de densité à sept niveaux définie par l'Insee en 2022.
Elle appartient à l'unité urbaine de Béthune, une agglomération inter-départementale regroupant 94  communes, dont elle est une commune de la banlieue,,. Par ailleurs la commune fait partie de l'aire d'attraction de Lille (partie française), dont elle est une commune de la couronne,. Cette aire, qui regroupe 201 communes, est catégorisée dans les aires de 700 000 habitants ou plus (hors Paris),.

### Occupation des sols
L'occupation des sols de la commune, telle qu'elle ressort de la base de données européenne d’occupation biophysique des sols Corine Land Cover (CLC), est marquée par l'importance des territoires agricoles (88,1 % en 2018), en diminution par rapport à 1990 (93,3 %). La répartition détaillée en 2018 est la suivante : 
terres arables (84,2 %), zones urbanisées (11,9 %), zones agricoles hétérogènes (3,9 %). L'évolution de l’occupation des sols de la commune et de ses infrastructures peut être observée sur les différentes représentations cartographiques du territoire : la carte de Cassini (XVIIIe siècle), la carte d'état-major (1820-1866) et les cartes ou photos aériennes de l'IGN pour la période actuelle (1950 à aujourd'hui).

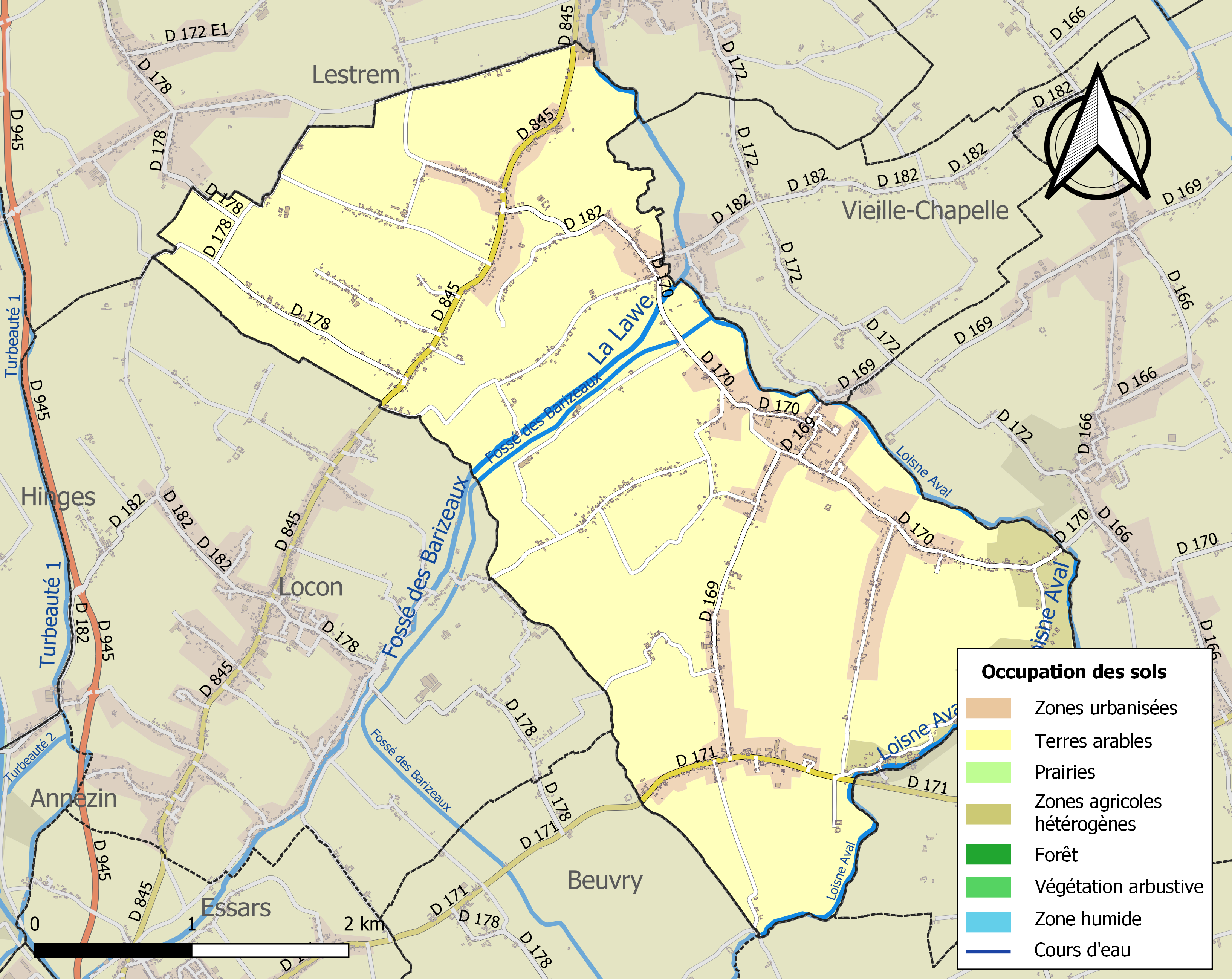
Carte des infrastructures et de l'occupation des sols de la commune en 2018 (CLC).

### Lieux-dits, hameaux et écarts
La commune est divisée en trois secteurs : le centre, le Touret et l'Embranchement.

### Voies de communication
La commune est desservie par les routes départementales D 169, D 170 et D 845.

#### Transports
La commune se trouve à 10 km, au nord-est, de la gare de Béthune, située sur les lignes d'Arras à Dunkerque-Locale et de Fives à Abbeville, desservie par des TGV inOui et des trains régionaux du réseau TER Hauts-de-France.
Dans la commune fonctionnait, de 1899 à 1932, la ligne de tramway de Béthune à Estaires, une ancienne ligne de tramway qui circulait de Béthune (Pas-de-Calais) jusqu’à Estaires (Nord).

## Toponymie
Le nom de la localité est attesté sous les formes Cultura de 1154 à 1159 ; Le Chuture en 1211 ; Le Couture en 1254 ; Culptura en 1335 ; Le Couture en 1340 ; La Cousture de lez Béthune en 1348 ; Le Coutture en 1429 ; Le Cousture leez Ricquebourg en 1466 ; Cousture en 1595 ; La Cousture lez Béthune en 1507, La Couture depuis 1793 et 1801.
Le mot couture se retrouve fréquemment dans la toponymie ; il désignait, au Moyen Âge, parmi toutes les terres de la ville ou du domaine seigneurial, celles qui étaient mises en culture directement par le seigneur ou ses régisseurs.
« Cousture  en Lallœu » voulait dire, au VIIe siècle, « Grand champ cultivé » qui faisait partie de l’exploitation du maître, du domaine dont la cour constituait le centre administratif et économique.
La ville se nomme De Kouter en néerlandais.

## Histoire
Au début du XIIIe siècle, une maladrerie y fut établie.
Agnés de La Couture fonde un couvent de sœurs noires à Vieil-Hesdin au XIVe vers 1344.
La Couture fut chef-lieu de canton en 1795.
La commune est décorée de la croix de guerre 1914-1918 par décret du 25 septembre 1920, distinction également attribuée à 276 autres communes du Pas-de-Calais.

## Politique et administration

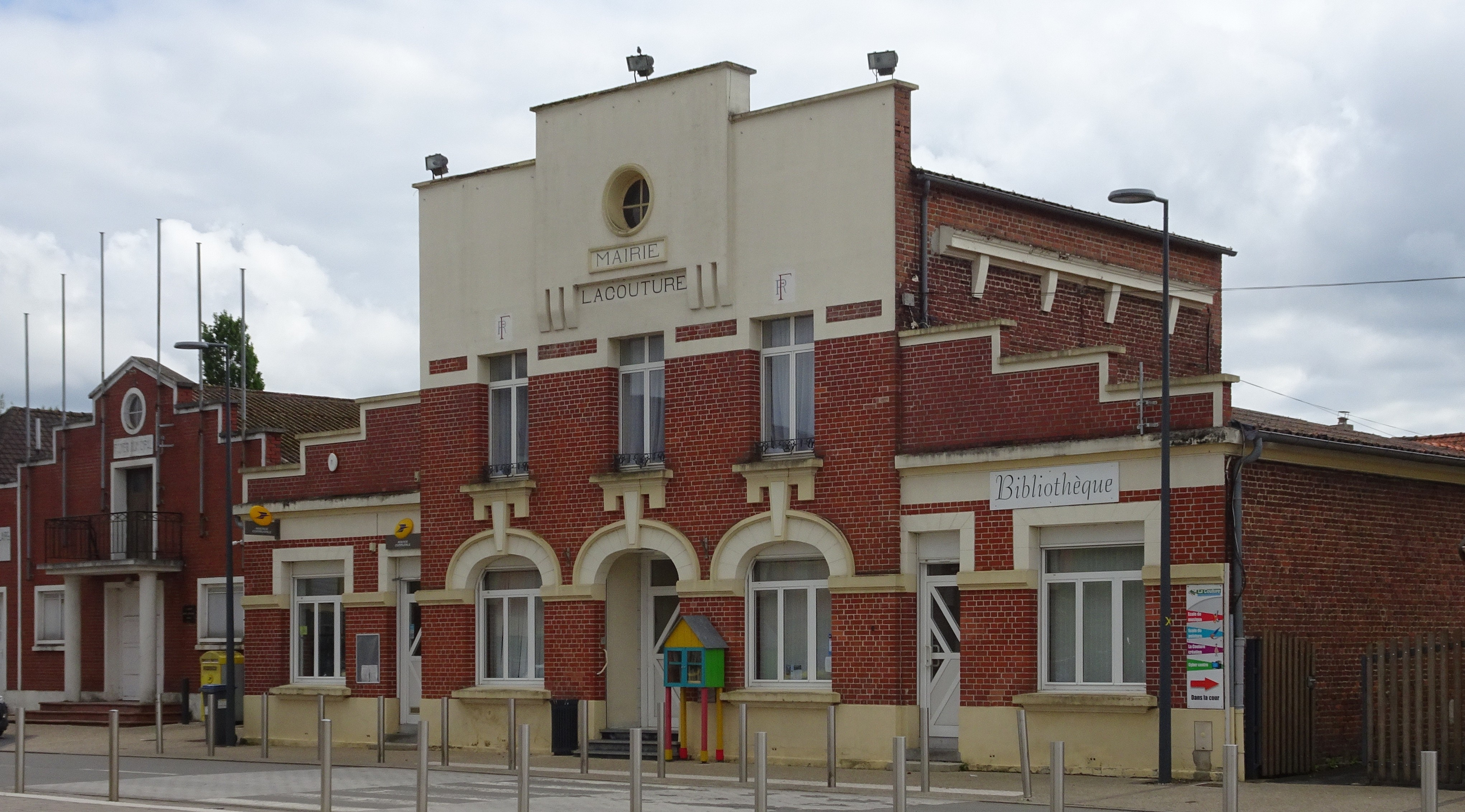
La mairie.

### Découpage territorial
La commune se trouve dans l'arrondissement de Béthune du département du Pas-de-Calais, depuis 1801.

#### Commune et intercommunalités
La commune est membre de la communauté d'agglomération de Béthune-Bruay, Artois-Lys Romane.

#### Circonscriptions administratives
La commune est rattachée au canton de Beuvry.

#### Circonscriptions électorales
Pour l'élection des députés, la commune fait partie de la neuvième circonscription du Pas-de-Calais.

### Élections municipales et communautaires

#### Liste des maires
| Période   | Période                   | Identité        | Étiquette            | Qualité |
| --------- | ------------------------- | --------------- | -------------------- | --- |
| juin 1945 | ?                         | Armand Salomé   |                      | |
| mars 1965 | juin 1995                 | René Dhaisne,   | MRP puis CD puis CDS | Professeur agrégé de philosophie, principal de CES Officier de la Légion d'honneur (1994) |
| juin 1995 | En cours (au 28 mai 2020) | Raymond Gaquère | PS                   | Ingénieur territorial retraité Conseiller général du canton de Béthune-Est (2004 → 2015) Conseiller départemental du canton de Beuvry (2015 → ) 5e vice-président de la CA de Béthune-Bruay, Artois-Lys Romane Réélu pour le mandat 2020-2026 |

## Équipements et services publics

### Enseignement
La commune est située dans l'académie de Lille et dépend, pour les vacances scolaires, de la zone B.
La commune administre une école primaire comprenant 201 élèves.

### Justice, sécurité, secours et défense
La commune dépend du tribunal de proximité de Lens, du conseil de prud'hommes de Lens, du tribunal judiciaire de Béthune, de la cour d'appel de Douai, du tribunal de commerce d'Arras, du tribunal administratif de Lille, de la cour administrative d'appel de Douai, du pôle nationalité du tribunal judiciaire de Béthune et du tribunal pour enfants de Béthune.

## Population et société

### Démographie
Les habitants sont appelés les La Couturois.

#### Évolution démographique
L'évolution du nombre d'habitants est connue à travers les recensements de la population effectués dans la commune depuis 1793. Pour les communes de moins de 10 000 habitants, une enquête de recensement portant sur toute la population est réalisée tous les cinq ans, les populations de référence des années intermédiaires étant quant à elles estimées par interpolation ou extrapolation. Pour la commune, le premier recensement exhaustif entrant dans le cadre du nouveau dispositif a été réalisé en 2004.

En 2022, la commune comptait 2 608 habitants, en évolution de −7,09 % par rapport à 2016 (Pas-de-Calais : −0,72 %, France hors Mayotte : +2,11 %).
| 1793  | 1800  | 1806  | 1821  | 1831  | 1836  | 1841  | 1846  | 1851  |
| ----- | ----- | ----- | ----- | ----- | ----- | ----- | ----- | ----- |
| 2 140 | 2 157 | 2 210 | 2 241 | 2 356 | 2 358 | 2 390 | 2 324 | 2 277 |

| 1856  | 1861  | 1866  | 1872  | 1876  | 1881  | 1886  | 1891  | 1896  |
| ----- | ----- | ----- | ----- | ----- | ----- | ----- | ----- | ----- |
| 2 271 | 2 223 | 2 232 | 2 154 | 2 062 | 1 994 | 1 982 | 1 891 | 1 783 |

| 1901  | 1906  | 1911  | 1921  | 1926  | 1931  | 1936  | 1946  | 1954  |
| ----- | ----- | ----- | ----- | ----- | ----- | ----- | ----- | ----- |
| 1 699 | 1 705 | 1 670 | 1 285 | 1 228 | 1 237 | 1 229 | 1 241 | 1 282 |

| 1962  | 1968  | 1975  | 1982  | 1990  | 1999  | 2004  | 2006  | 2009  |
| ----- | ----- | ----- | ----- | ----- | ----- | ----- | ----- | ----- |
| 1 303 | 1 327 | 1 332 | 1 666 | 2 165 | 2 249 | 2 521 | 2 579 | 2 621 |

| 2014  | 2019  | 2022  | - | - | - | - | - | - |
| ----- | ----- | ----- | - | - | - | - | - | - |
| 2 757 | 2 677 | 2 608 | - | - | - | - | - | - |

#### Pyramide des âges
En 2018, le taux de personnes d'un âge inférieur à 30 ans s'élève à 33,5 %, soit en dessous de la moyenne départementale (36,7 %). De même, le taux de personnes d'âge supérieur à 60 ans est de 24,6 % la même année, alors qu'il est de 24,9 % au niveau départemental.
En 2018, la commune comptait 1 364 hommes pour 1 356 femmes, soit un taux de 50,15 % d'hommes, légèrement supérieur au taux départemental (48,5 %).
Les pyramides des âges de la commune et du département s'établissent comme suit.
| Hommes | Classe d’âge | Femmes |
| ------ | ------------ | ------ |
| 0,7    | 90 ou +      | 1,3    |
| 3,9    | 75-89 ans    | 5,6    |
| 19,2   | 60-74 ans    | 18,6   |
| 22,5   | 45-59 ans    | 22,6   |
| 19,0   | 30-44 ans    | 19,7   |
| 13,8   | 15-29 ans    | 14,8   |
| 20,9   | 0-14 ans     | 17,4   |

| Hommes | Classe d’âge | Femmes |
| ------ | ------------ | ------ |
| 0,5    | 90 ou +      | 1,6    |
| 5,6    | 75-89 ans    | 8,9    |
| 16,7   | 60-74 ans    | 18,1   |
| 20,2   | 45-59 ans    | 19,2   |
| 18,9   | 30-44 ans    | 18,1   |
| 18,2   | 15-29 ans    | 16,2   |
| 19,9   | 0-14 ans     | 17,9   |

## Culture locale et patrimoine

### Lieux et monuments
- L'église Saint-Pierre.
- Le monument aux morts[42].
- Le monument aux combattants portugais de la Première Guerre mondiale[42].
- La maison de l'agriculteur-sculpteur-architecte Alphonse Wallart, incluant une statue équestre du maréchal Foch[43].

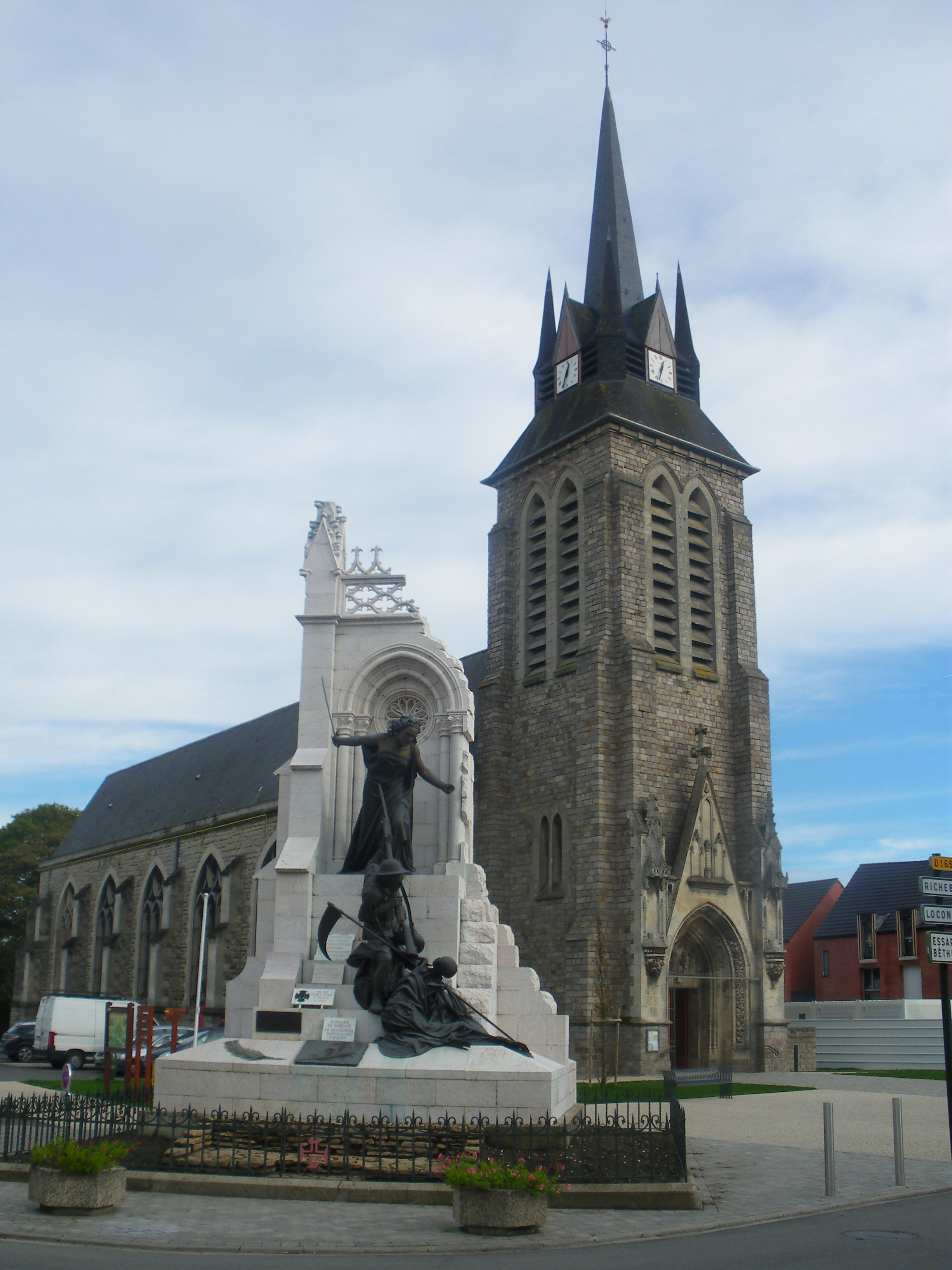
L'église et le monument en hommage aux combattants portugais.

### Personnalités liées à la commune
- François Delelis-Fanien (1843-1945), homme politique, maire de Lillers, député du Pas-de-Calais de 1903 à 1919.
- Hubert Hamilton (en) (1861-1914), officier de l'Armée britannique, mort dans la commune.
- Maurice Cassez (1897-1979), homme politique, né dans la commune.

### Héraldique
| Blason de La Couture (Pas-de-Calais) | Blason  | Bandé de gueules et d'argent ; à une ombre de lion brochant et à la bordure engrelée d'or. Ornements extérieursCroix de guerre 1914-1918 |
| Blason de La Couture (Pas-de-Calais) | Détails | Reprise du blason de la famille de Trazégnies, anciens seigneurs du lieu, brisé par permutation des couleurs.                            |

## Pour approfondir

#### Bases de données, dictionnaires et encyclopédies
- Ressources relatives à la géographie :   - Insee (communes)
  - Ldh/EHESS/Cassini
- Ressource relative à plusieurs domaines :   - Annuaire du service public français
- Notices d'autorité :   - BnF (données)